# Passerina leclancherii
Il papa di Leclancher (Passerina leclancherii Lafresnaye, 1840), noto anche come zigolo pettoarancio, è un uccello della famiglia Cardinalidae, diffuso esclusivamente in Messico.

## Descrizione
È un uccello lungo circa 13 cm dai colori sgargianti; nel maschio il ventre è giallo, il groppone è azzurro brillante mentre il capo è di colore verde. La femmina presenta una colorazione più smorta tendente al verde.

## Biologia
È un uccello stanziale che si nutre di insetti e di semi che cerca tra i rami bassi, al suolo sotto gli arbusti e sul terreno in spazi aperti. Generalmente durante l'attività trofica non si allontana mai troppo da un riparo, essendo la specie piuttosto schiva. Il canto, che i maschi emettono dalla sommità dei cespugli, è un cinguettio piuttosto vario. Non si conoscono le modalità di nidificazione.

## Distribuzione e habitat
La specie è endemica del Messico, limitatamente all'area costiera del Pacifico. Vive in aree collinari semiaride con vegetazione costituita prevalentemente da arbusti e cespugli.